# Ngomba
Ne doit pas être confondu avec ngombale.
Le ngomba (ngemba, nguemba, ou bamileke-ngomba, ndaa, nda’a) est l'une des onze langues bamiléké parlée au Cameroun.

## Localisation
Le ngomba est parlé dans cinq villages au sud-est de Mbouda dans le département de Bamboutos, Bamendjou (Hauts plateaux), Bamougoum (Mifi), Bameka (Hauts plateaux) , Bafounda (Bamboutos),, et à "Bansoa" dans le département de la "Ménoua" (arrondissement de Penka-Michel).

## Dialectes
Il existe cinq dialectes correspondants aux cinq villages (Babete ou Bamete, Bamendjinda, Bamendjo, Bamenkumbo, Bamesso) :
- Bamendjou (Mudjouo)
- Bansoa (Sa'a)
- Bameka (Mu'nkaa)
- Bamougoum (Mu'ngoum)
- Bafounda (Feuh'ndah)

Les locuteurs des différents dialectes semblent bien se comprendre entre eux, les dialectes de Bamendjinda, Bamesso et Bamenkumbo sont les plus similaires.

## Écriture
| Majuscules | A | B | C | D | Ɛ | F | G | H | I | J | K | L | M | N | Ŋ | Ɔ | P | Pf | S | Sh | T | Ts | U | Ʉ | Ʉ̈ | V | W | Ẅ | Y | Z | Ꞌ |
| Minuscules | a | b | c | d | ɛ | f | g | h | i | j | k | l | m | n | ŋ | ɔ | p | pf | s | sh | t | ts | u | ʉ | ʉ̈ | v | w | ẅ | y | z | ꞌ |

En ngomba, l'apostrophe droite « saltillo » ‹ ꞌ › est préférée à l'apostrophe courbe ‹ ʼ › — l’alphabet général des langues camerounaises ne précise pas quel caractère représente ce graphème.
Les tons sont indiqués à l’aide de diacritiques sur les voyelles :
- le ton haut est indiqué avec l’accent aigu : ‹ á ɛ́ í ɔ́ ú ʉ́ › ;
- le ton montant est indiqué avec l’antiflexe : ‹ ǎ ɛ̌ ǐ ɔ̌ ǔ ʉ̌ › ;
- le ton tombant est indiqué avec l’accent circonflexe : ‹ â ɛ̂ î ɔ̂ û ʉ̂ › ;
- le ton bas est indiqué par l’absence de diacritique.

## Utilisation
Le ngomba est utilisé dans tous les domaines par 63 000 personnes de tous âges en 1999, notamment de manière informelle dans l'éducation. Ses locuteurs utilisent aussi le pidgin camerounais, le français, le medumba et le ngiemboon. Il est utilisé en tant que langue seconde par les locuteurs du ngombale.